# Nationalpark Souss Massa
Der Nationalpark Souss Massa (arabisch منتزه وطني سوس ماسة, DMG muntazah waṭanī Sūss Māssa, Zentralatlas-Tamazight ⴰⴼⵔⴰⴳ ⴰⵏⴰⵎⵓⵔ ⵏ ⵙⵓⵙ ⵎⴰⵙⵙⴰ Afrag n Anamur n Sus Massa) liegt an der Atlantikküste im Südwesten von Marokko. Er umfasst die etwa 35 km auseinander liegenden  Mündungen des Oued Souss und des Oued Massa und den etwa 10 km breiten Küstenstreifen dazwischen. Der Nationalpark wurde 1991 gegründet und ist 340 km² groß. Er liegt  zwischen den Städten Agadir (im Norden) und Tiznit (im Süden).

## Fauna

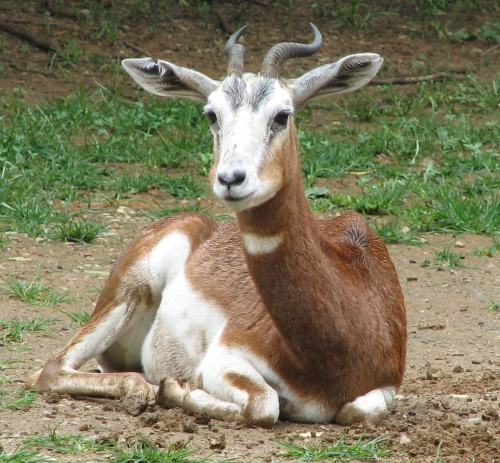
Mhorrgazelle

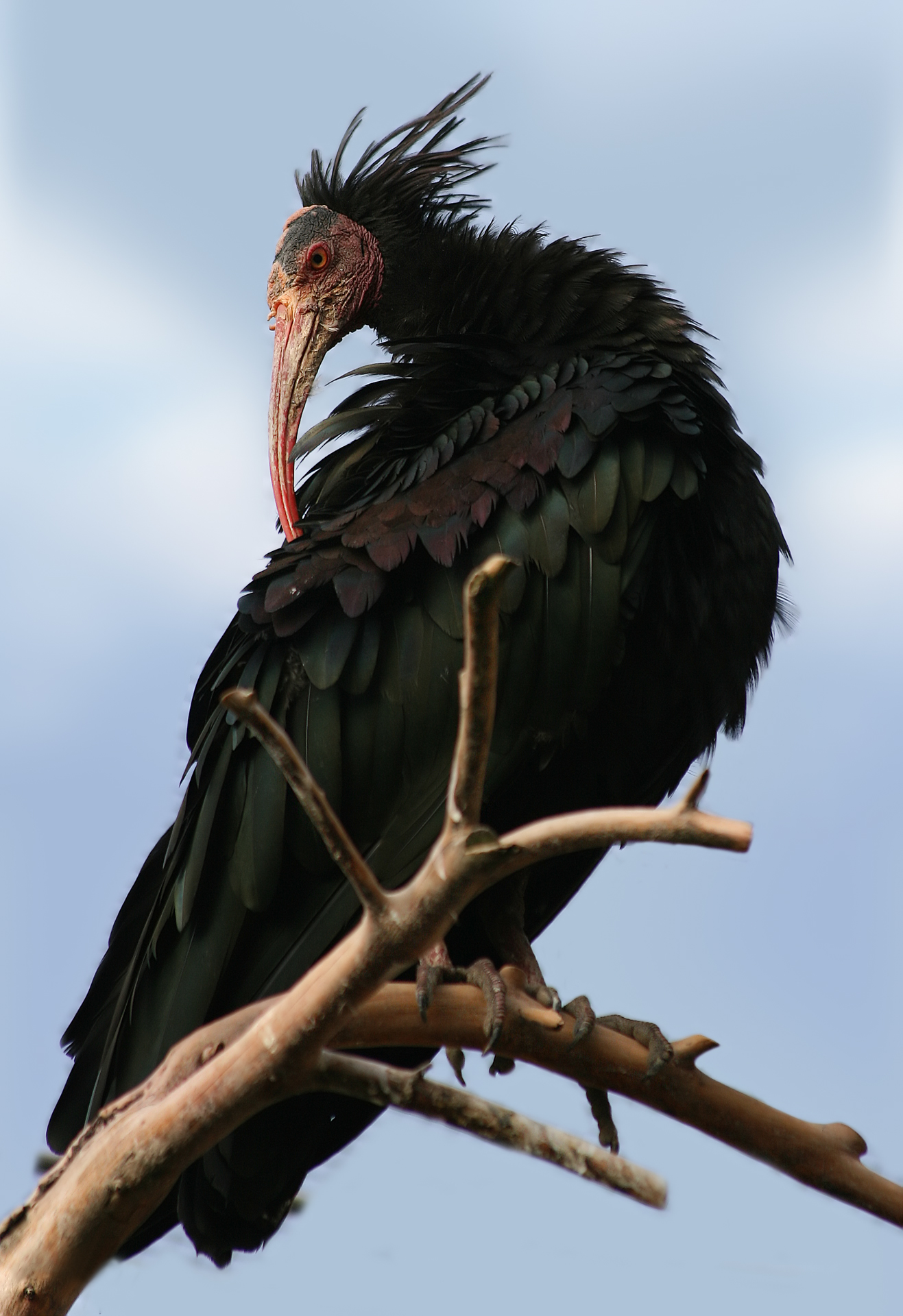
Waldrapp

### Säugetiere
Im Norden des Schutzgebietes wurden in einem großen eingezäunten Gebiet Mhorrgazellen (Nanger dama mhorr), eine Unterart der Damagazelle, Säbelantilope und Mendesantilope, sowie der Nordafrikanische Strauß (Struthio camelus camelus), der eine Unterart des Afrikanischen Straußen bildet, wieder angesiedelt. Die Mendesantilope war zwar in historischen Zeiten nicht im Gebiet heimisch, doch leben in den großen Freigehegen mittlerweile (Stand 2007) über 500 Tiere. Damit beherbergt Sous-Massa die größte halbwilde Herde dieser bedrohten Art, von wo aus die Tiere in Teilen ihres ehemaligen Verbreitungsgebietes, etwa im Dakhla-Nationalpark ausgewildert werden. Auch für die Mhorrgazelle stellen die Großgehege des Reservats ein wichtiges Populationszentrum dar. Die Mhorrgazelle gilt seit 1968 als in freier Wildbahn ausgestorben. Allerdings überlebten sieben Exemplare in einer Privatsammlung. Von einer Zuchtstation in Almería aus wurden sie dann auf verschiedene Zoologische Gärten verteilt, z. B. nach Frankfurt, München und Berlin. Nachgezüchtete Mhorrgazellen kamen so 1994 aus dem Münchner Tierpark Hellabrunn wieder nach Souss-Massa.
Aber auch außerhalb dieses eingezäunten Gebietes kommen etliche Säugetierarten vor, wie etwa Honigdachs, Falbkatze, Ichneumon (eine Mangustenart), Gewöhnliche Rundblattnase, Atlashörnchen, Nordafrikanische Elefantenspitzmaus, Hoogstraal-Rennmaus und Berber-Streifengrasmaus. Überall an den Ufern des Oued Massa trifft man auf die Spuren des Wildschweins, welches den Untergrund nach Nahrung durchwühlt. Selbst der Fischotter ist schon gesichtet worden, dies ist aber ungewöhnlich. Einst war auch die Cuviergazelle hier heimisch.

### Vögel
In Souss-Massa wurden 275 verschiedene Vogelarten nachgewiesen, darunter ortstreue wie auch Zugvögel. Typische Arten, die an der Küste vorkommen, sind unter anderem Weißstorch, die drei Reiherarten (Seidenreiher, Graureiher und Rallenreiher), Seeschwalben, Blauracke, Bienenfresser und Rauchschwalbe. Riesige Schwärme von Zugvögeln aus Europa erscheinen im Winter an der Mündung des Oued Massa. Bis zu 4000 Enten, besonders Spießente, Löffelente und Tafelente werden von den Feuchtgebieten angezogen. Aber auch Blässhuhn, Austernfischer, Kranich, Haubentaucher, Graureiher, Marmelente und Rostgans.
In den ungenutzten Salzpfannen trifft man auf Stelzenläufer, Säbelschnäbler und gelegentlich auf Schwarzstorch und Sichler. 1980 entdeckte man die Unterart Phalacrocorax carbo maroccanus des Kormorans im Souss-Massa-Gebiet. Im Mündungsgebiet des Oued Souss konnte man auch schon den vom Aussterben bedrohten Dünnschnabel-Brachvogel beobachten. Hier überwintern auch aus den Niederlanden stammende Löffler sowie der Rosaflamingo. Ebenso wurden Korallenmöwe und Fischadler auf den Marschen beobachtet.
In den Steppengebieten kommen Mittelmeerraubwürger, Rotkopfwürger, Senegaltschagra, Samtkopf-Grasmücke, Zilpzalp, Diademrotschwanz, Steinkauz, Elster, Palmtaube, Häherkuckuck und der weit verbreitete Graubülbül vor.
Die trockensten Gebiete bewohnten Rennvogel, Triel, Zwergtrappe und Kragentrappe. Auch wurden schon Doppelspornfrankolin und Arabertrappe beobachtet. Die felsige Küste ist das Rückzugsgebiet von Braunkehl-Uferschwalbe, Eleonorenfalke und Lannerfalke. Hier ist auch eines der letzten freien Vorkommen des Waldrapps zu finden, welcher von März bis September in drei Brutkolonien brütet. Wegen seiner Seltenheit und Bedrohung wird der Waldrapp von der IUCN noch als vom Aussterben bedroht geführt. Allerdings werden in Zoos etwa 2000 Tiere gehalten und Auswilderungsprogramme in Österreich, Spanien und Marokko laufen.

## Flora
Das tief gelegene Küstengebiet besteht aus mehreren vereinzelten Wasserlagunen und Nehrungen, welche hauptsächlich von Schmalblättrigem Rohrkolben, Binsen und Fuchsschwanzgewächsen bewachsen sind. Auf den langgestreckten Dünen trifft man auf Zypergräser und Gelbe Hauhechel. Im Landesinnern sind es Eukalyptus (eingeführt aus Australien), Savannenbäume und Arganbaum, welche beispielsweise in Wolfsmilchgewächse übergehen. Ein großes Gebiet ist auch von Sukkulenten bedeckt, welche nur an der Atlantikküste Marokkos und Mauretaniens vorkommen, z. B. Mittagsblumengewächse, Wolfsmilch, Kalanchoe, Greiskräuter und Bohnenähnliches Jochblatt. Die Vegetation großer Teile der steppenartigen Garigue besteht aus Hauhecheln, Strandflieder und Reiherschnäbel.